# Marian Szeja
Marian Henryk Szeja (20 tháng 8 năm 1941 – 25 tháng 2 năm 2015) là một cầu thủ bóng đá chuyên nghiệp người Ba Lan thi đấu ở vị trí thủ môn. Ông là cầu thủ thay người của Đội tuyển Ba Lan tại Thế vận hội mùa hè 1972, nơi Ba Lan giành huy chương vàng. Szeja qua đời vào ngày 25 tháng 2 năm 2015 ở tuổi 73.

## Danh hiệu

### Câu lạc bộ
AJ Auxerre
- Á quân Coupe de France: 1978/79
- Vô địch Ligue 2: 1979/80